# アンナ・ニコル・スミス
アンナ・ニコル・スミス（Anna Nicole Smith, 1967年11月28日 - 2007年2月8日）は、アメリカ合衆国のモデル、女優、テレビジョンパーソナリティである。アメリカの月刊誌『PLAYBOY』に登場すると好評を博し、1993年のプレイメイト・オブ・ザ・イヤーに選ばれた。アダルトモデル以外にゲスジーンズやレーン・ブライアントなどの広告モデル、自身のリアリティ番組『アンナ・ニコル・ショー』への出演など活動は多岐に亘った。
テキサス州ヒューストンで生まれて、高校中退後、17歳で最初の結婚。1994年にテキサスの石油事業のビジネス王 J・ハワード・マーシャルと再婚した。64歳年上のマーシャルとの結婚は彼女が彼の資産を狙った物とする憶測を生んだが、彼女はそれを否定した。マーシャルの死後、彼の遺産を巡って長期間の法廷闘争が繰り広げられ、それは最高裁判所の判決にまで達した。
処方薬の過剰摂取により、2007年に39歳で死去。死後も、彼女が死亡する1か月前に息子のダニエル・ウェイン・スミスが急死したことや娘ダニーリンの親権争いなどがメディアの注目を浴びた。

## 来歴

### 生い立ち
ドナルド・ユージーン・ホーガン（Donald Eugene Hogan, 1947年7月12日 - ）とヴァージー・メイ・テイバース（Virgie Mae Tabers , 1951年7月12日 - ）の一人娘ヴィッキー・リン・ホーガンとして1967年11月28日にヒューストンで生まれた。父ドナルドが妻とヴィッキーを置いて家を出たため、2歳の誕生日を迎える前に両親は1969年11月4日に離婚し、ヴィッキーは母と母方の叔母エレイン・テイバース（Elaine Tabers）によって育てられた。
母ヴァージー・テイバースは1971年にドナルド・R・ハート（Donald R. Hart）、1987年にジョー・D・トンプソン（Joe D. Thompson）、1996年にジェームズ・T ・サンダース（James T. Sanders）、2000年にジェームズ・H・アーサー（James H. Arthur）と再婚し、最終的にはアーサー姓を名乗っている。母がドナルド・R・ハートと再婚してから、ヴィッキー・ホーガンはニッキ・ハート（Nikki Hart）と名乗るようになった。ヴィッキーには異母妹ダナ・ホーガン（Donna Hogan）とエイミー・ホーガン（Amy Hogan）、 異母兄デイヴィッド・L・タッカー・Jr.（David L. Tacker, Jr.）、異母弟ドナルド・R・ハート・Jr.（Donald R. Hart, Jr.）とドナルド・R・ホーガン（Donald R. Hogan）がいる。 血の繋がりが片方ずつある兄弟だけでも6人兄弟である。
ヴィッキーはヒューストンのダーキー小学校（Durkee Elementary School）とオルディーン中学校（Aldine Intermediate School）を卒業し、9年生（米国の高校一年生、日本の中学3年生にあたる）の時に母の妹にあたる叔母ケイ・ビール（Kay Beall）と暮らすためにヒューストンからテキサス州メヘイア（Mexia）に移った。メヘイアではメヘイア高等学校（Mexia High School）に通ったが、高校1年生の時に落第し2年生の時に退学したため、義務教育は8年生までしか終了していない 。メヘイアのレストラン、ジムズ・クリスピー・フライド・チキン（Jim's Crispy Fried Chicken）でウェイトレスとして働いていたときに調理師として働いていた16歳のビリー・ウェイン・スミスと知り合い、1985年4月4日に結婚した。 翌年長男ダニエル・ウェイン・スミス（Daniel Wayne Smith）を出産したが1987年に別れ、1歳のダニエルを連れてヒューストンに戻った。ヒューストンのナイトクラブでストリッパーとして働き始める前はウォルマートで働き、次にレッドロブスターでウェイトレスをしていた。

### デビュー後
『PLAYBOY』創始者のヒュー・ヘフナーに見出され1992年3月に『PLAYBOY』誌の表紙を飾り、「マリリン・モンローの再来」とデビューを飾った。翌年には「プレイメイト・オブ・ザ・イヤー」に選ばれ、アメリカのゲス・ジーンズなどの広告にも登場、パリの有名デザイナーのショーやモデルとして一世を風靡した。なおアンナは、これまでにプレイメイト・オブ・ザ・イヤーに選ばれたプレイメイトの中で身長・体重ともに最大のプレイメイトである。
1991年10月ヒューストンのナイトクラブ「ジジズ」（Gigi's）でストリッパーとして働いていた店に客として出入りしていた、テキサスの石油大富豪、J・ハワード・マーシャル（J. Howard Marshall）と出会い、63歳年上の大富豪との結婚に世間を騒がせた。1994年6月27日に結婚し、翌1995年8月4日にJ・ハワード・マーシャルが死去。当時、アンナが夫の葬儀にウエディングドレスを着て参列したこともまたマスコミ各誌の話題となり世間を賑わせた。
夫の残した莫大な遺産をめぐっては、28歳年上の義理の息子E・ピアース・マーシャル（E. Pierce Marshall）を相手取り裁判を起こし、E・ピアース・マーシャルは2006年6月20日に病死したが、裁判は現在も係争中である。しかしその間に遺言書が見つかり、遺言書にはすでに亡くなった息子へ遺産を相続すると明記されていた。裁判は州をまたいで二転三転したあと、結局、財産はピアースの遺族の相続となり、ピアースの妻、エレイン・テトマー・マーシャル（Elaine Tettemer Marshall）は全米で四番目に金持ちの女性として報道された 。
2006年9月7日、バハマの首都ナッソーで長女ダニーリン（Dannielynn）を出産。9月26日にラリー・キングとのインタビューでアンナの弁護士として長く働いてきたハワード・K・スターン（Howard K. Stern）が父親であると名乗り出た。しかし芸能ジャーナリストのラリー・バークヘッド（Larry Birkhead）と、女優のザ・ザ・ガボールの夫フレデリック・プリンツ・フォン・アンハルト（Frédéric Prinz von Anhalt）もまた自分が父親であると次々と主張し、最終的には、誰が本当の父親であるかを確認する為のDNA鑑定にまで及んだ。
アンナとハワード・K・スターンは9月29日ナッソーで結婚の誓いを交わしたが、結婚証明書を作成していなかったために法的には二人の結婚は成立していなかった。
同年9月10日、ナッソーに母と妹を見舞っていた息子ダニエル・ウェイン・スミスが20歳で急死。死因は抗うつ薬のゾロフト（Zoloft）とレキサプロ（Lexapro）および鎮痛薬のメサドンの内服とこれらによると推定される薬剤性不整脈が原因と推定されている。ダニエルは失恋で軽いうつ病状態にあり、医師を受診していた。

### 謎の死
2007年2月8日、フロリダ州ハリウッドのハードロック・ホテル・アンド・カジノの部屋で倒れているところを発見され、病院で死亡が確認された。39歳だった。息子の謎の死に続き、ゴシップ誌の格好の的となり、アンナの死をメディアも速報で伝えた。ハリウッドでは地元警察が記者会見を行い、「アンナに同行していた施設の看護師が倒れているのを発見し、午後1時45分ごろに通報を受けた。ボディーガードが蘇生処置をし、病院に緊急搬送した。病院は午後2時49分に死亡を確認した」と発表した。このことについて、「なぜ、蘇生処置を看護師ではなく、ボディーガードが行い、本来ならば蘇生処置を行わなければならない看護師がフロントに連絡しにいったのか」とメディアは伝えた。
アンナがどの時点で死亡したのかに関し、CNNはホテルの部屋で既に死亡していたのではないかと伝える。ホテルには、救急車の他に消防車なども到着し、多くの警察官もかけつけ、病院に着いた時にはアンナは既にシーツで覆いかぶされていたと目撃者は語る。アンナは前夜、具合が悪く、微熱があったという。
なお遺言状で全財産が譲渡されるはずだった息子がすでに死去しており、生後間もない娘の父親に3人の男性が名乗りを上げていることから、推定15億ドルの遺産をめぐっては混沌とした状態にある。遺言状は2001年7月30日に作成されて以来更新されておらず、現状では長女ダニーリンに遺産の相続権がないが、アンナの母ヴァージー・アーサー（Virgie Arthur）は遺言状が無効であるとして争う構えを見せている。
2007年4月10日に、バハマの法廷は、DNAテストを元にラリー・バークヘッドがアンナの長女ダニーリンの実の父親であると証明、発表した。
2009年3月13日米カリフォルニア州司法当局は、アンナに生前、過剰に薬物を投与していたなどとして、共謀容疑でハワード・K・スターンと医師2人を訴追した。訴追状によると、3人は共謀して2004年から2007年にかけ、正当な医療目的がないのに、鎮静剤や抗うつ薬など数千錠をアンナに処方、投与するなどしたとのこと。今のところ、アンナの死因との関係は明らかされていない。

## 人物
「マリリン・モンローの再来」といわれたスタイルの持ち主であるが、体重の変動が激しく、一時期激太りしていたがダイエットに成功して元通りの姿に戻ったり、豊胸手術を受けていたことを暴露したりと私生活の面でゴシップ誌の格好の的となった。ダイエットサプリメントのCMに登場し、このサプリメントのおかげで痩せたとPRしていたが、サプリメントを販売した企業と彼女は虚偽の広告をしていると150万ドルの損害賠償を求め訴えられたと2007年2月6日に伝えられた。
死後、バイセクシャルだったことが明かされた。

## 出演作品（映画）
- 未来は今 The Hudsucker Proxy （1994年）
- 裸の銃を持つ男 PART 33 1/3 最後の侮辱 Naked Gun 33⅓: The Final Insult （1994年）
- ジャッジ・ブロンド To the Limit （1995年）
- デンジャーゾーン/摩天楼からの脱出 Skyscraper （1997年）
- Wasabi Tuna （2003年）
- Be Cool/ビー・クール Be Cool （2005年） カメオ出演
- Illegal Aliens （2006年）

## 影響
- 2011年2月には、ロンドンのロイヤル・オペラ・ハウスで、アンナの人生をもとに脚色されたオペラ「アンナ・ニコール」が上演され、話題になった。作曲はマーク＝アンソニー・タネジ、アンナを演じたのは、オランダのソプラノ歌手エヴァ＝マリア・ウェストブルック[16]。
- 2012年現在、ハリウッドで伝記映画の製作が計画されている[17]。
- 2013年9月4日放送のザ!世界仰天ニュースで彼女のことが取り上げられた。